# Mary Barnett (manzana)
Mary Barnett es una  variedad cultivar de manzano (Malus domestica). 
Un híbrido del cruce de Lane's Prince Albert x Desconocido. Criado en 1920 por la Sra. Mary Jane Barnett en Steeple Ashton, Wiltshire, Inglaterra. Las frutas tienen pulpa fina, crujiente y verde con un sabor dulce y subácido.

## Historia
'Mary Barnett' es una variedad de manzana, híbrido procedente del cruce como Parental-Madre 'Lane's Prince Albert' x polinizado por variedad Parental-Padre 'Desconocido'. Criado por la Sra. Mary Jane Barnett en Steeple Ashton, Wiltshire, Inglaterra, (Reino Unido) a principios del siglo XX.
'Mary Barnett' se cultiva en la National Fruit Collection con el número de accesión: 1946-014 y Accession name: Mary Barnett.

## Características
'Mary Barnett' árbol de extensión erguida, de vigor moderadamente vigoroso, portador de espuela. Tiene un tiempo de floración que comienza a partir del 8 de mayo con el 10% de floración, para el 13 de mayo tiene una floración completa (80%), y para el 20 de mayo tiene un 90% caída de pétalos.
'Mary Barnett' tiene una talla de fruto medio; forma cónica redonda, con una altura de 60.00mm, y con una anchura de 69.00mm; con nervaduras débiles a medias; epidermis con color de fondo amarillo, con un sobre color naranja, importancia del sobre color bajo, y patrón del sobre color chapa / franjas, presentando un rubor rojo intenso y un patrón de franjas rojas más oscuras en la cara expuesta al sol, "russeting" (pardeamiento áspero superficial que presentan algunas variedades) bajo; cáliz grande y cerrado, colocado en una cuenca profunda y estrecha, ligeramente estriada y rodeada por una corona ligeramente abombada; pedúnculo muy corto y algo robusto, colocado en una cavidad profunda y estrecha; carne es de color verdoso, de grano fino y crujiente. Sabor jugoso, dulce, picante y afrutado.
Listo para cosechar a mediados de octubre. Se conserva bien durante tres meses en cámaras frigoríficas.

## Usos
Una buena manzana de doble uso, fresca en mesa de postre, y en cocina. Hace una deliciosa salsa de manzana agridulce.

## Ploidismo
Diploide, auto estéril. Grupo de polinización: Grupo D, Día 13.